# 아세테이트

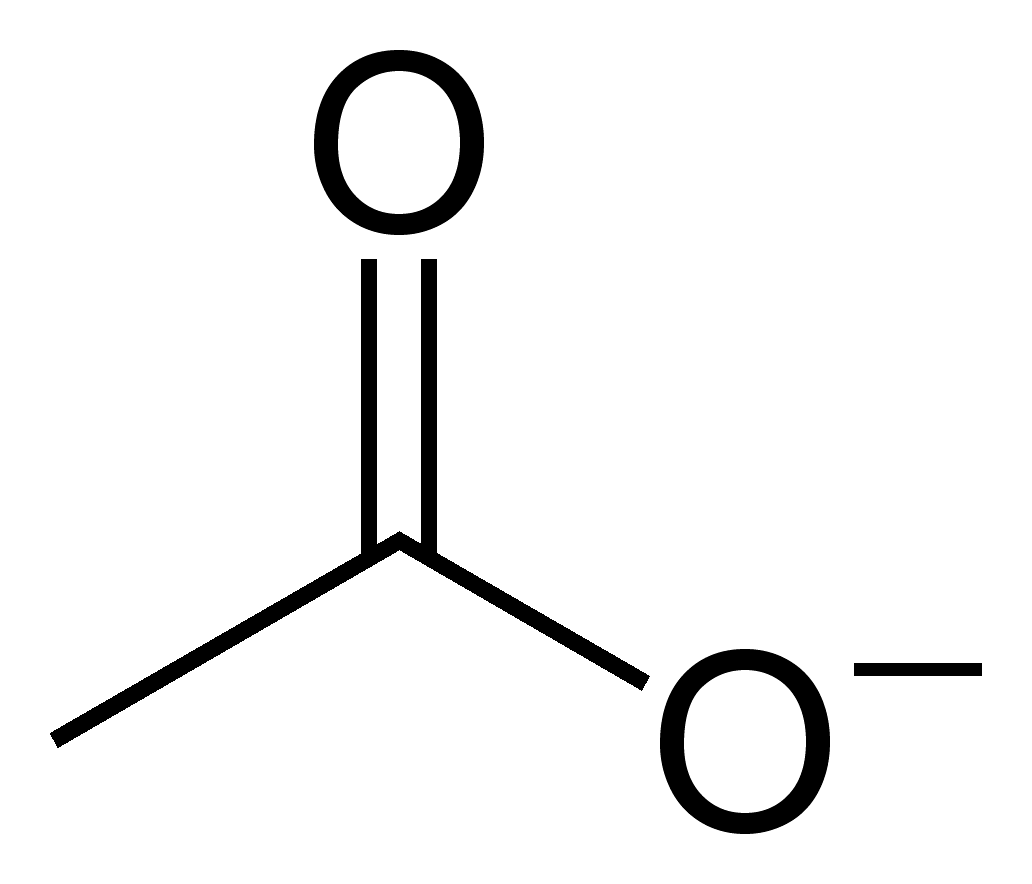
아세테이트 음이온

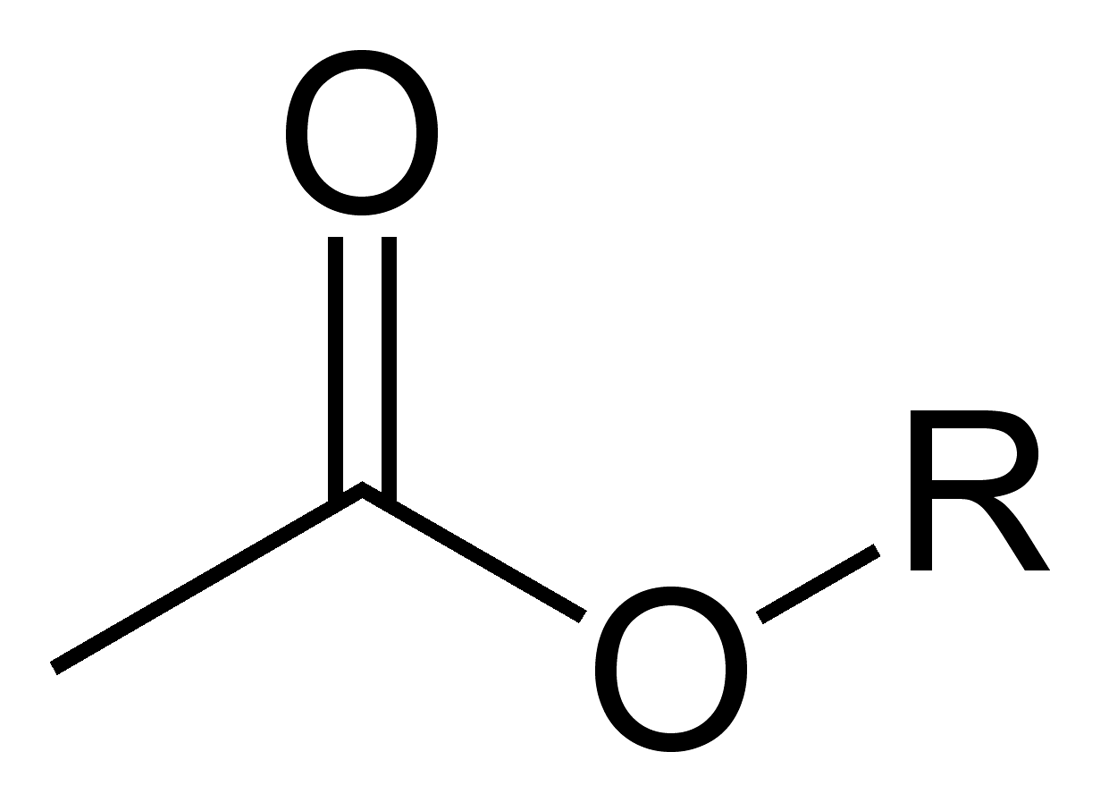
아세테이트 에스터

아세테이트(acetate)는 아세트산의 파생물이다. 염과 에스터라는 두 가지 종류의 파생물이 있다. 아세테이트는 자연 상태에서 생합성에 가장 일반적인 구성 요소이다. 이를테면 지방산은 아세테이트로부터 파생한 C2 단위를 연결하여 만든다.

## 구조

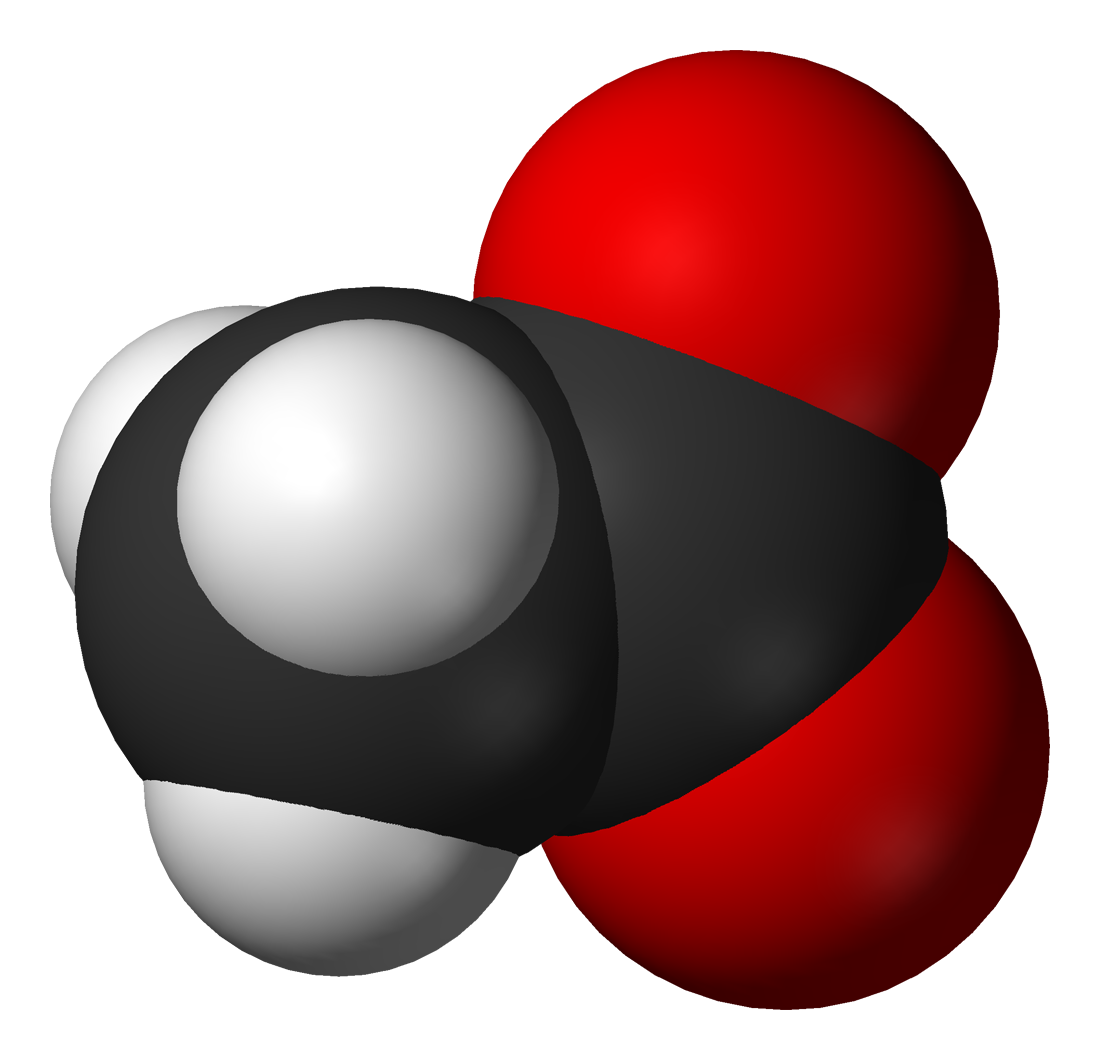
아세테이트 음이온(anion)의 공간 충전 모형
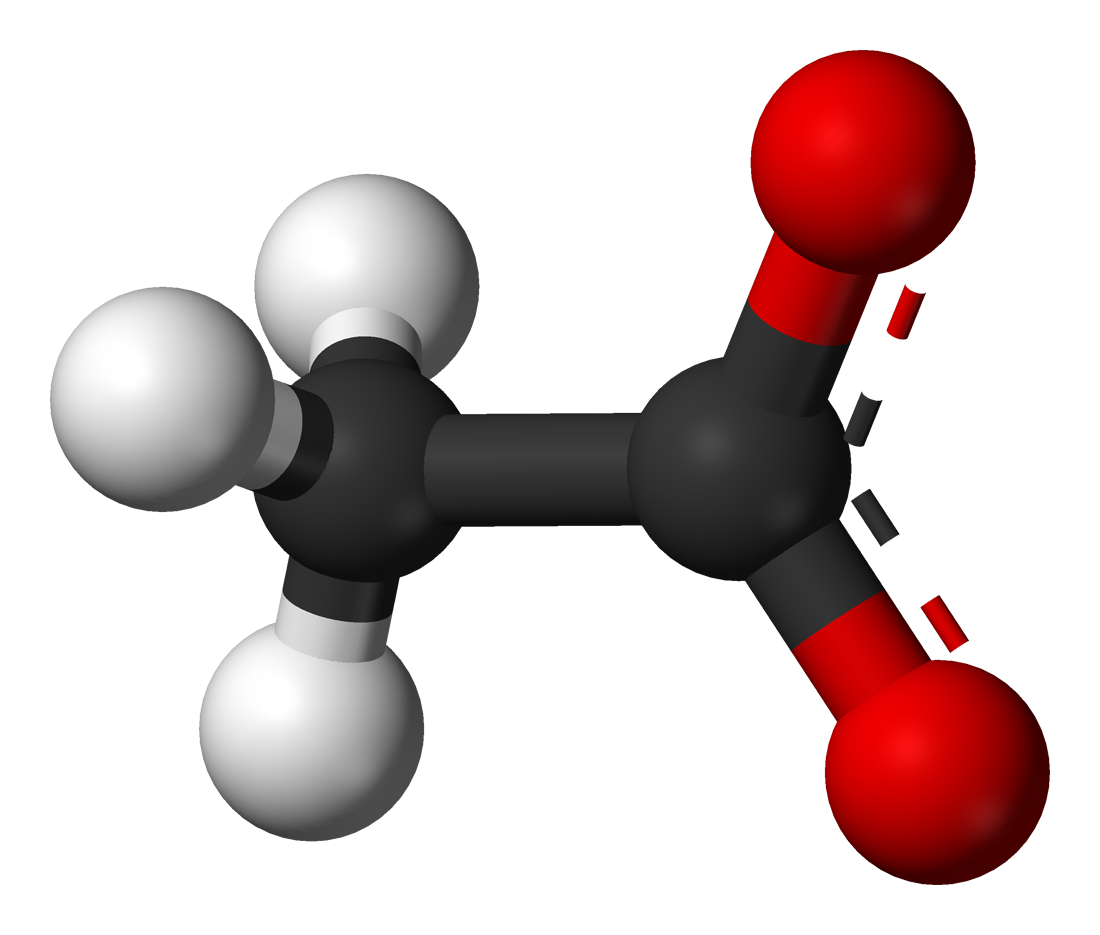
아세테이트 음이온의 공 막대 모형
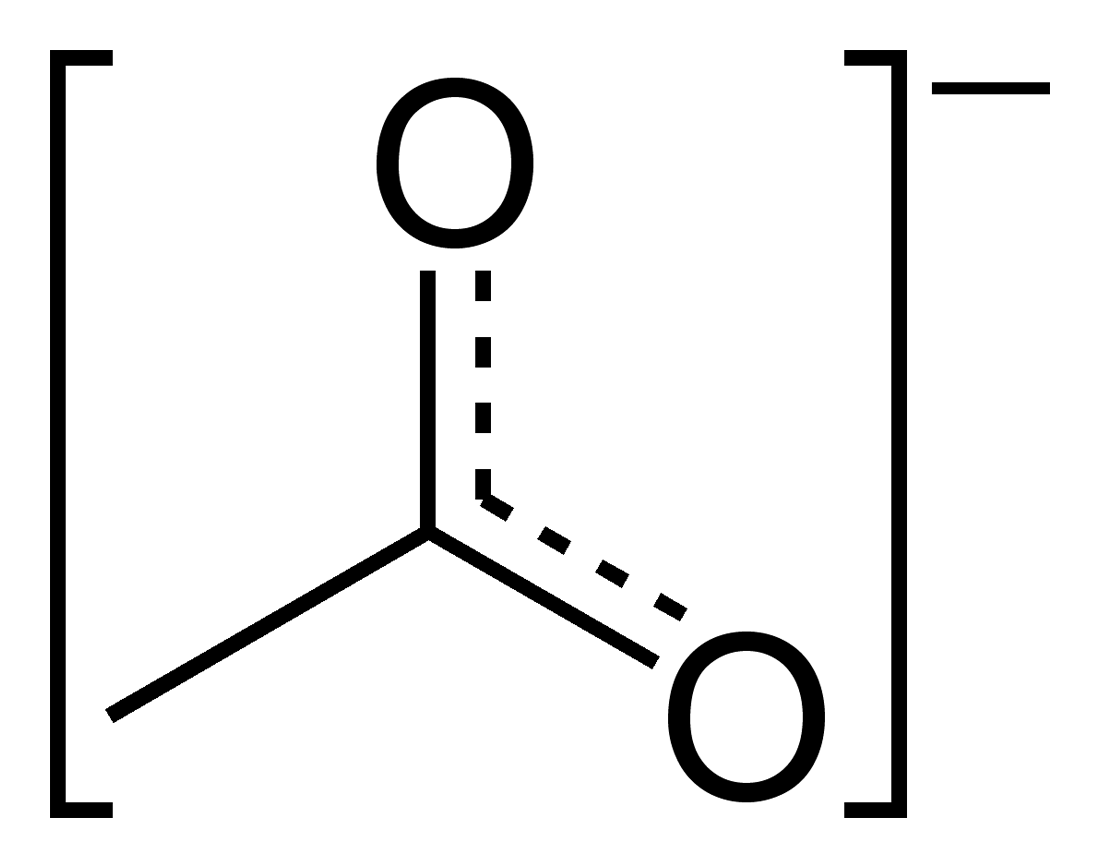
아세테이트 음이온의 공명혼성체
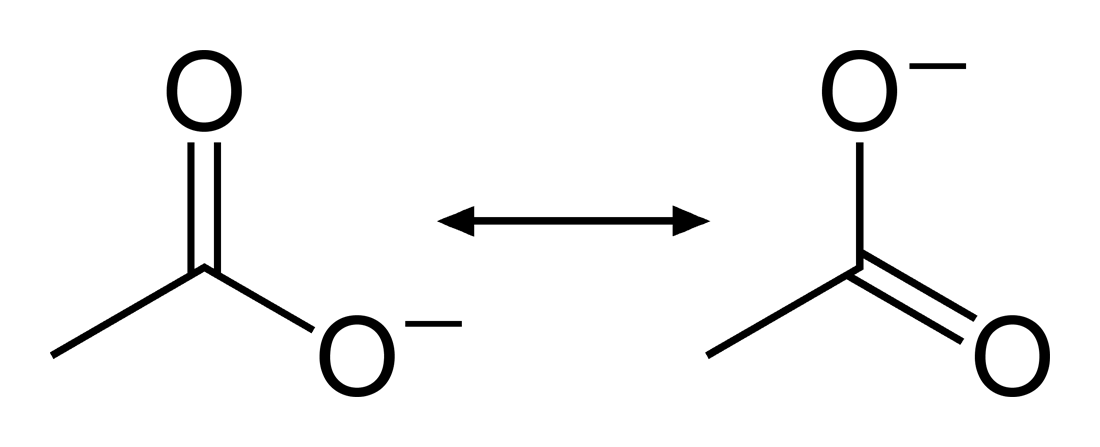
아세테이트 음이온의 정규형

## 아세테이트섬유
레이온이 목면과 마찬가지로 셀룰로오스 자체인 데 비해, 셀룰로오스 분자의 수산기를 적당히 아세틸기로 치환한 것이 아세테이트섬유이다. 이 섬유는 아세틸화한 부분만이 합성품이므로 반합성섬유라고 불린다.
물을 흡수하기 쉬운 수산기(水酸基) 대신에 아세틸기가 들어가 있기 때문에 아세테이트섬유는 레이온에 비교하여 흡수성이 작고, 더욱이 마르기 쉽다. 아세테이트를 만드는 데에도 원료는 역시 펄프로부터 시작된다. 정제한 린터, 또는 고도로 정제한 펄프를 무수초산 속에서 반응시키면 셀룰로오스를 구성하고 있는 포도당 분자의 3개의 수산기가 모두 아세틸기로 치환되어 삼초산셀룰로오스로 된다. 이것을 50% 초산 중에서 40°C 안팎으로 방치하면 아세틸기의 일부는 다시 수산기로 변하고 이초산셀룰로오스가 된다. 이 용액을 다량의 물 속으로 부으면 초산셀룰로오스가 가라앉는다. 삼초산셀룰로오스는 아세톤에 녹지 않으나, 이와 같은 조작으로 만들어진 이초산셀룰로오스는 녹는다. 거기에서 이를 무수아세톤에 녹이고, 약 18%의 이초산셀룰로오스－아세톤 용액으로 되었을 때에 가는 구멍으로부터 밀어냄으로써 실로 만든다. 아세테이트인 경우에는 레이온의 방사와는 달라서 공기 속으로 밀어낼 뿐으로 아세톤이 증발함으로써 뒤에 아세테이트 섬유가 남는다(건식방사).
이것을 감아낸 것을 아세테이트인견이라 한다. 똑 적당한 길이로 잘라서 아세테이트스프를 만든다. 비스코스인 견보다도 생산량은 다소 많으며, 내수성이 좋고, 또 건조되기 쉬운 점 외에도 촉감이 좋고, 주름이 잘 잡히지 않는 등의 장점이 있다.

## 같이 보기
- 아세틸화
- 셀룰로스 아세테이트 (초산 섬유소)
- 초산동(II)
- 아세트산 나트륨 (초산 나트륨)
- 아세트산